# Peromyia ibarakiensis
Peromyia ibarakiensis är en tvåvingeart som beskrevs av Jaschhof 2001. Peromyia ibarakiensis ingår i släktet Peromyia och familjen gallmyggor. Inga underarter finns listade i Catalogue of Life.